# 도날트 투스크
도날트 프란치셰크 투스크(폴란드어: Donald Franciszek Tusk, 폴란드어: [ˈdɔnalt fraɲˈt͡ɕiʂɛk ˈtusk] ( 듣기), 문화어: 도날드 프란찌쉐크 뚜스크, 1957년 4월 22일~)는 2023년 12월 13일 취임한 폴란드의 총리다. 이전에 2007년 11월 16일부터 2014년 9월 22일까지 총리를 지낸 바 있다. 2014~2019년 유럽 연합 정상회의 상임의장을 역임했다. 2019~2022년 유럽 국민당(EPP) 대표를 맡았다. 2001년 시민연단(PO)을 공동 창당해 2003~2014년 대표를 지냈고 다시 2021년부터 현재까지 대표를 맡고 있다.
1980년대 후반부터 폴란드 정치에 참여해 복수의 정당을 창립했고 1991년부터 거의 계속 공직에 선출됐다. 자유 시장을 지향하는 자유민주의회당(KDL) 공동 창립자 중 한명이다. 1991년 하원에 진출했으나 1993년 의석을 잃었다. 1994년 자유민주의회당(KDL)은 민주연합과 합당하여 자유연합을 만들었다. 1997년 상원에 선출돼 부의장이 됐다. 2001년 또 하나의 중도 우파 자유보수주의 정당인 시민연단을 만들었고 다시 하원에 선출돼 부의장이 됐다. 
2005년 대통령 선거에 낙선했으나 계속 시민연단을 이끌었고 2007년 의회 선거에서 승리해 총리가 됐다. 2011년 의회 선거에서도 승리해 1989년 폴란드 제3공화국 성립 후 첫 재선 총리가 됐다. 2014년 유럽 연합 정상회의 상임의장으로 임명돼 폴란드 정치를 떠났다. 폴란드 제3공화국 총리 중 최장임이며 폴란드 역사에선 유제프 치란키에비츠, 피오트르 야로셰비츠에 이어 세번째다.
2019년 유럽 연합 정상회의 상임의장 퇴임 후 브뤼셀에 머물렀으나 2021년에 다시 시민연단 대표가 되면서 폴란드 정계로 복귀했다. 2023년 의회 선거에서 시민연단의 선거 연합인 시민연합이 157석을 얻으면서 여당인 법과 정의(PiS)가 속한 통합우파 이어 원내 두번째 세력이 됐다. 시민연합은 선거 전부터 제3의 길, 좌파와 연립정부 구성에 합의했고 이 야권 연합이 총 54%를 득표하면서 8년 집권한 법과 정의 정부를 끝냈다. 12월 11일 마테우시 모라비에츠키 前 총리는 예상대로 의회 신임투표에서 과반에 실패했고 도날트 투스크가 총리에 삼선했다. 투스크 내각은 12월 13일 취임했다.

## 역대 선거 결과
| 선거명      | 직책명                         | 대수 | 정당         | 1차 득표율 | 1차 득표수  | 2차 득표율 | 2차 득표수  | 결과         | 당락                   |
| ----------- | ------------------------------ | ---- | ------------ | ---------- | ----------- | ---------- | ----------- | ------------ | ---------------------- |
| 1991년 선거 | 하원의원 (그단스크 제22선거구) | 1대  | 자유민주회의 | 7.87%      | 38,778표    |            |             | 비례대표 1번 | 그단스크 하원의원 당선 |
| 1993년 선거 | 하원의원 (그단스크 제11선거구) | 2대  | 자유민주회의 | 9.14%      | 50,268표    |            |             | 비례대표 1번 | 낙선                   |
| 1997년 선거 | 상원의원 (그단스크 광역부)     | 4대  | 자유연합     | 38.43%     | 221,343표   |            |             | 2위          | 그단스크 상원의원 당선 |
| 2001년 선거 | 하원의원 (스웁스크 제26선거구) | 4대  | 시민 연단    | 14.55%     | 56,048표    |            |             | 비례대표 1번 | 스웁스크 하원의원 당선 |
| 2005년 선거 | 하원의원 (그단스크 제25선거구) | 5대  | 시민 연단    | 22.75%     | 79,237표    |            |             | 비례대표 1번 | 그단스크 하원의원 당선 |
| 2005년 선거 | 폴란드의 대통령                | 4대  | 시민 연단    | 36.33%     | 5,429,666표 | 45.96%     | 7,022,319표 | 2위          | 낙선                   |
| 2007년 선거 | 하원의원 (바르샤바 제19선거구) | 6대  | 시민 연단    | 46.62%     | 534,241표   |            |             | 비례대표 1번 | 바르샤바 하원의원 당선 |
| 2011년 선거 | 하원의원 (바르샤바 제19선거구) | 7대  | 시민 연단    | 36.84%     | 374,920표   |            |             | 비례대표 1번 | 바르샤바 하원의원 당선 |
| 2023년 선거 | 하원의원 (바르샤바 제19선거구) | 10대 | 시민연합     | 31.41%     | 538,634표   |            |             | 비례대표 1번 | 바르샤바 하원의원 당선 |

## 같이 보기
- 폴란드의 정당
- 2023년 폴란드 총선